# Grand Canyon Powerhouse
Grand Canyon Powerhouse är en byggnad vid South Rim i Grand Canyon Village i Arizona i USA, som uppfördes 1926 för ortens värmekraftverk. Den ersatte då en tidigare kraftverksbyggnad. Förutom att generera elektrisk ström, levererade kraftverket också ånga för uppvärmning av järnvägsvagnar på Grand Canyon Villages järnvägsstation.
Byggnaden ritades, sannolikt på ett av Atchison, Topeka and Santa Fe Railway anlitat arkitektkontor i Los Angeles, i Kalifornien i rustik schweizisk chalet-stil och uppfördes av byggmästaren James Morris i Flagstaff i Arizona. Byggnaden hade ursprungligen en 48 meter hög skorsten. Värmekraftverket fick 1935 två nya Fairbanks-Morse dieselmotorer, vilka bevarats i byggnaden. Kraftstation drevs av järnvägsbolaget till 1954, då det köptes av National Park Service, som anlitade Fred Harvey Company att driva det. 
År 1956 anslöts Grand Canyon Village till Arizonas kraftnät, varefter dieselkraftverket lades ned, skorstenen revs och ångpannorna monterades ned.
Fred Harvey Company använde därefter byggnaden som lager. Företaget gjorde om byggnaden 1958 och iordningställde där kontorslokaler med luftkonditionering. Senare har 1964 en mellanvåning lagts till för ytterligare kontorslokaler och lagerlokaler.
Grand Canyon Powerhouse blev byggnadsminne 1987.

## Bildgalleri

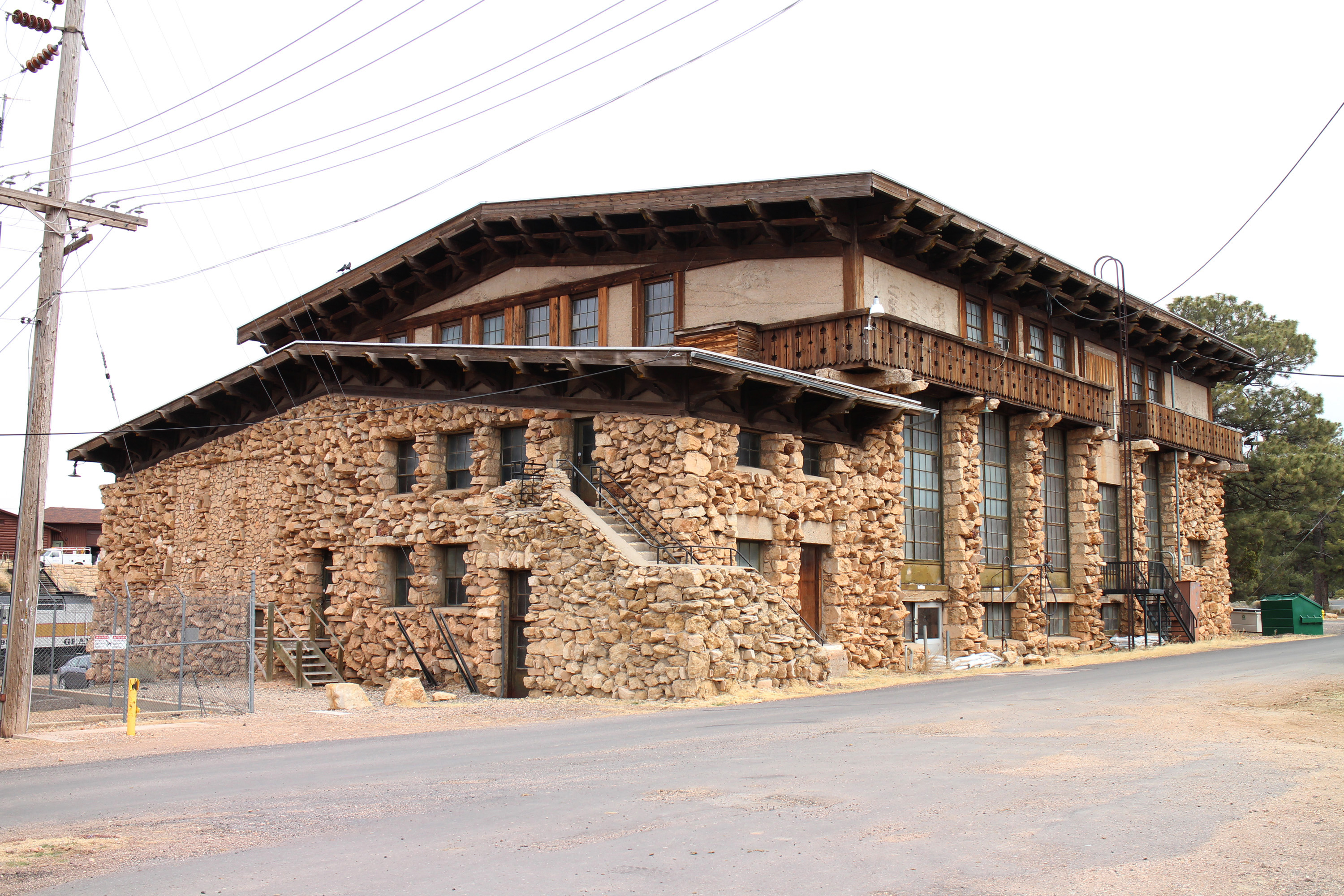
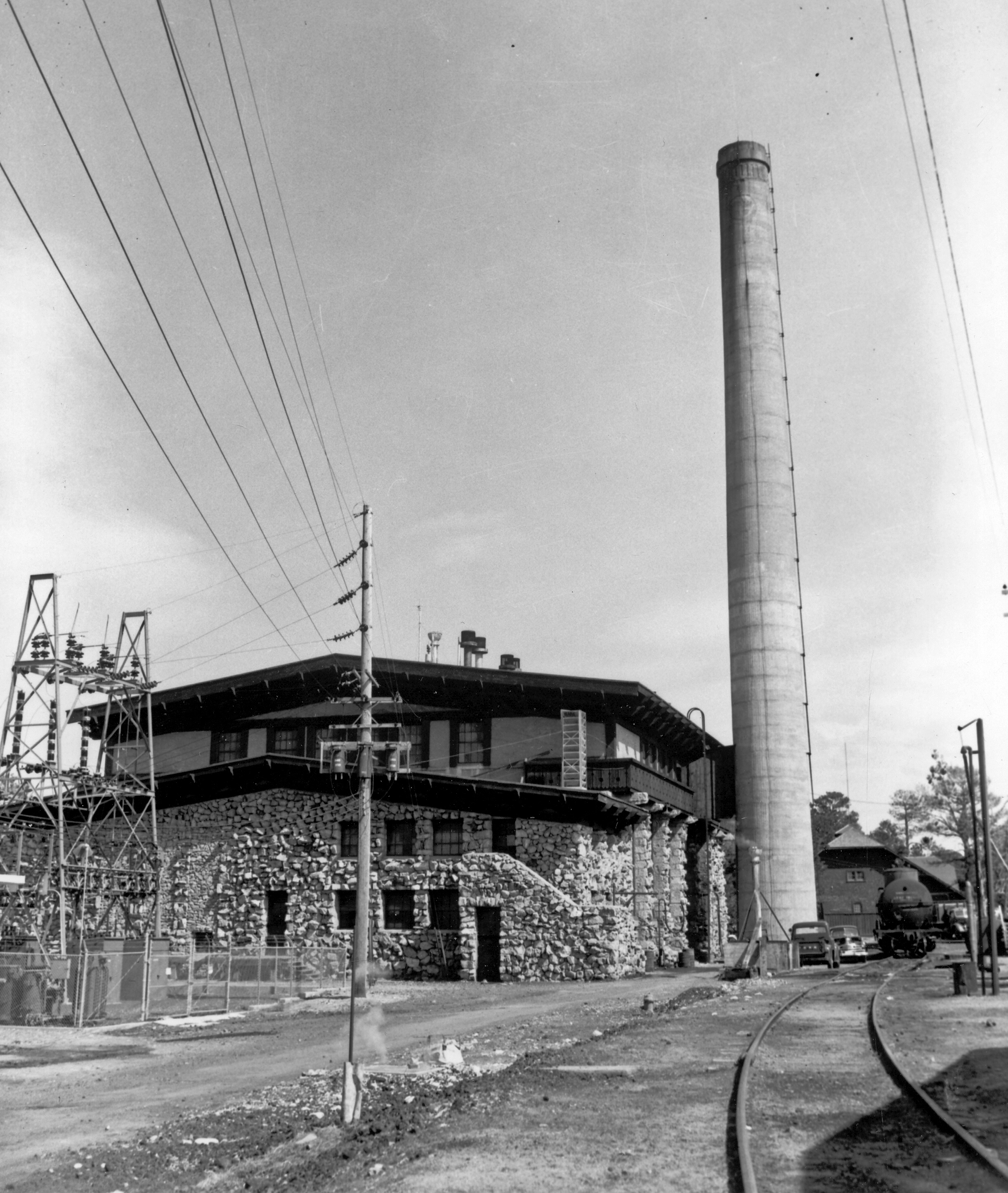
Kraftstation med skorsten, 1957
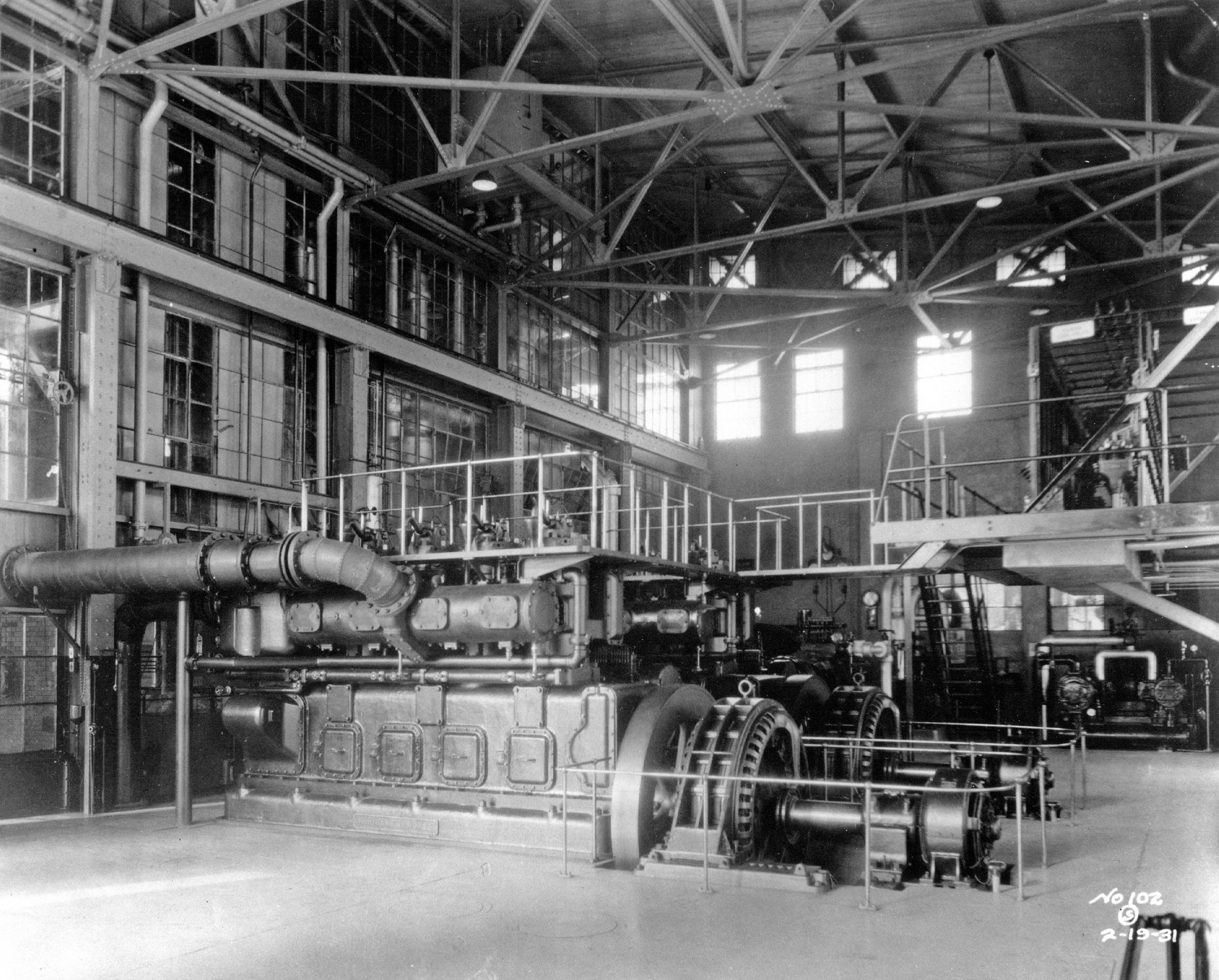
Interiör
Del av dieselmotor
Generator nummer 2
Kontrollpanelen